# Elsa Andrada
Elsa Andrada (Montevideo, 14 de marzo de 1920-Nueva York, 2 de marzo de 2010) fue una pintora, tapicista y artista plástica uruguaya, que formó parte del Taller Torres García participando especialmente en la obra de los Murales en el Hospital Saint Bois.

## Trayectoria
Comenzó sus estudios con Renée Geille Castro de Sayagués Lasso en 1943 y luego ingresó como alumna al Taller Torres García donde estuvo desde 1944 a 1948.
Formó parte del grupo que realizó los Murales de Saint Bois en 1944, su parte del mural se llama El tambo.
En el taller, conoce a Augusto Torres, destacado pintor e hijo del maestro Torres García con quien contrae matrimonio en 1951.
Realizó viajes de estudio por Estados Unidos y Europa comenzando en 1950 hasta 1970.
Sus últimos años de vida, se radicó en Nueva York junto con su hijo Marcos Torres Andrada.
Sus obras integran las colecciones de las siguientes instituciones: Museo Nacional de Bellas Artes (Uruguay), Museo Municipal de Bellas Artes (Uruguay), Hospital Saint Bois - Torre de Antel (Uruguay); y en colecciones privadas de Uruguay, Argentina, Chile, Brasil, México, USA, España, Francia, Italia, Holanda, Alemania, Israel y Sudáfrica.
En el año 2012, el Museo de Arte Precolombino e Indígena (MAPI) recibió en comodato la colección de obras que habían recolectado junto a Augusto Torres a lo largo de su vida y en homenaje a esta valiosa donación el Museo nombró una de sus salas de exposición con sus nombres.
En 2021 la Fundación José Gurvich le realizó un homenaje en el 101 aniversario de su nacimiento, que había sido pospuesto por la pandemia. El homenaje presentó la colección de obras de la artista que posee la Fundación tras la donación de su hijo, Marcos Torres Andrada. La exposición denominada "Elsa Andrada: una mirada en lo sutil y eterno" fue curada por la Lic. María Eugenia Méndez Marconi, generando una gran repercusión en la prensa local e internacional. Dicha muestra se presentó en las itinerancias Arte por el Uruguay, en los departamentos de San José, Maldonado y Treinta y Tres.

## Exposiciones
- 1954- Expone en Galería Moretti (Montevideo, Uruguay).

- 1955- Estuvo representada en el Salón de los Independientes del Museo de Arte Moderno (París, Francia).

- 1957- Exposición "La Joven Pintura Uruguaya" (Ámsterdam, Holanda).

- 1986- E. P. Gallery, Düsseldorf. “4 artistas uruguayos”. Alpuy, Andrada, Matto, Torres.

## Premios
- 1946- Premio Adquisición por su óleo "Retrato" en el VII Salón de Pintura Municipal (Uruguay).

- 1958- Premio Adquisición por su óleo "Calle de París" en el X Salón de Pintura Municipal (Uruguay).